# Fußball-Weltmeisterschaft 1930
Die Fußball-Weltmeisterschaft 1930 (spanisch Campeonato Mundial De Futbol) war die erste Ausspielung des bedeutendsten Turniers für Fußballnationalmannschaften und fand vom 13. bis zum 30. Juli 1930 in Uruguay statt. Im Finale zwischen den zwei großen Favoriten entschied die Heimmannschaft aus Uruguay gegen Argentinien den ersten Weltmeistertitel der Geschichte für sich.

## Geschichte
Bereits früh wurde der Fußball in das Programm der Olympischen Spiele der Neuzeit aufgenommen. Das olympische Turnier von 1908, organisiert von der englischen FA unter Mithilfe der seit vier Jahren bestehenden FIFA, stellte den ersten internationalen Wettbewerb im Fußball dar. Nahezu sämtliche Teilnehmer an den Turnieren stammten zunächst vom europäischen Kontinent, da die Spiele abgesehen von denen in St. Louis ausnahmslos in Europa stattfanden und es außereuropäischen Mannschaften finanziell nicht möglich war, die lange Reise anzutreten. In der Fußballdisziplin nahm mit Uruguay bei den Olympischen Spielen 1924 in Paris erstmals eine südamerikanische Mannschaft teil. Finanziert wurde die mehrwöchige Schiffsreise nach Europa von einem Zahnarzt aus Montevideo. Er ließ aus 15 der besten Fußballspieler seines Landes eine Mannschaft zusammenstellen.
Dänemark, Großbritannien, Österreich und Ungarn waren im ersten Drittel des 20. Jahrhunderts die erfolgreichsten Fußballnationen Europas. Dass Fußball auch in anderen Erdteilen praktiziert wurde, war bekannt, wurde aber nicht besonders beachtet, und so beschäftigte sich niemand mit der außereuropäischen Entwicklung des Sports, etwa in Südamerika. Dort war der Fußball aber ebenso beliebt und wurde bereits sehr viel früher als in Kontinentaleuropa professionell betrieben. Profiligen gab es in Südamerika bereits seit Beginn des 20. Jahrhunderts. 1910 hatte das erste kontinentale Turnier stattgefunden, 1916 die erste Copa América unter der damaligen Bezeichnung Campeonato Sudamericano. Bis zur ersten heute anerkannten Europameisterschaft, zum Vergleich, sollte es bis 1960 dauern. Die bei den Olympischen Spielen 1924 zunächst belächelte Mannschaft aus Uruguay war der Konkurrenz läuferisch, taktisch und technisch überlegen. Uruguay gewann nach fünf Spielen mit 20:2 Treffern die Goldmedaille.
Auch vier Jahre später waren die südamerikanischen Mannschaften überlegen. Bei den Olympischen Sommerspielen 1928 trafen im Finale Argentinien und Uruguay aufeinander. Uruguay gewann im Wiederholungsspiel und war somit Doppelolympiasieger.
In der Folge beschäftigte man sich in Europa ernsthafter mit der neuen außereuropäischen Konkurrenz und stellte fest, dass in Südamerika längst gut organisierte Fußballligen existierten, wo echte Profis gegen Bezahlung kickten. Südamerikas „geldgierige“ Fußballer wurden in Europa verachtet. Ihr Benehmen empfand man als Brüskierung gegenüber dem olympischen Gedanken. Fortan sollten sie daher von den Spielen ausgeschlossen werden. Der französische Sportmäzen und Präsident der FIFA, Jules Rimet, hatte den Konflikt bereits kurz nach dem ersten Erfolg Uruguays 1924 erahnt und schon damals mit Enrique Buero, einem wohlhabenden Rinderzüchter aus Montevideo, Pläne für ein Fußball-Weltturnier geschmiedet. Diese wurden 1928 dem Fußball-Weltverband vorgelegt, der schließlich akzeptierte. Für die Premiere standen Italien und Uruguay als Austragungsorte zur Diskussion. Da man Uruguays Leistungen würdigen wollte und die beiden Mäzene Rimet und Buero großzügig spendeten, wurde das erste Turnier nach Südamerika vergeben. Außerdem fanden im Jahre 1930 die Feierlichkeiten zur hundertjährigen Unabhängigkeit Uruguays statt. Italien wurde auf die nächste Weltmeisterschaft vertröstet.

## Spielort
Alle Spiele der ersten Weltmeisterschaft wurden, den damaligen Verhältnissen entsprechend, zentral in Uruguays Hauptstadt Montevideo ausgetragen. Ursprünglich sollten alle Spiele im neu gebauten Estadio Centenario stattfinden. Es konnte aber nicht rechtzeitig fertig gestellt werden, weil eine lang anhaltende Regenperiode die Bauarbeiten verzögerte. Als am 18. Juli 1930, fünf Tage nach der Eröffnung der WM, endlich das erste Spiel in diesem Stadion stattfinden konnte, befand sich die Nordtribüne zum Teil noch im Bau. Zu diesem Zeitpunkt bot die Arena bereits 80.000 Zuschauern Platz. Nach der Fertigstellung wies es gleich drei Besonderheiten auf: Erstens war es mit fast 100.000 Plätzen das größte Stadion Südamerikas. Zweitens war es ohne Laufbahn, als reines Fußballstadion, konzipiert und drittens war das Stadion nicht oval, sondern beinahe rund.
Durch die verspätete Eröffnung des Riesenstadions musste man zunächst auf zwei andere Stadien ausweichen: das Estadio Gran Parque Central und das Estadio Pocitos, damalige Heimstätte von Peñarol Montevideo. Das Auftaktspiel fand am 13. Juli im Estadio Pocitos vor 4444 Zuschauern statt. Fünf Tage später wurde vor dem offiziellen Eröffnungsspiel, der ersten Partie im Estadio Centenario zwischen Uruguay und Peru, eine Zeremonie zur Hundertjahrfeier der uruguayischen Unabhängigkeit abgehalten.
Name, Kapazität und Zustand der Stadien sind zum Zeitpunkt der Weltmeisterschaft im Juli 1930 angegeben.
| \| Montevideo \|         |
| Spielort 1930 in Uruguay |
| Montevideo               |

| Montevideo |

| Centenario |

| Central |

| Pocitos |

| Centenario |

| Central |

| Pocitos |

## Teilnehmer
| 4 aus Europa                  | Belgien     | Frankreich | Jugoslawien | Rumänien |
| 7 aus Südamerika              | Argentinien | Bolivien   | Brasilien   | Chile    |
|                               | Paraguay    | Peru       | Uruguay     |          |
| 2 aus Nord- und Mittelamerika | Mexiko      | USA        | USA         |          |

Die Auslosung der Gruppen fand erst statt, nachdem alle 13 Teilnehmer in Uruguay angekommen waren.

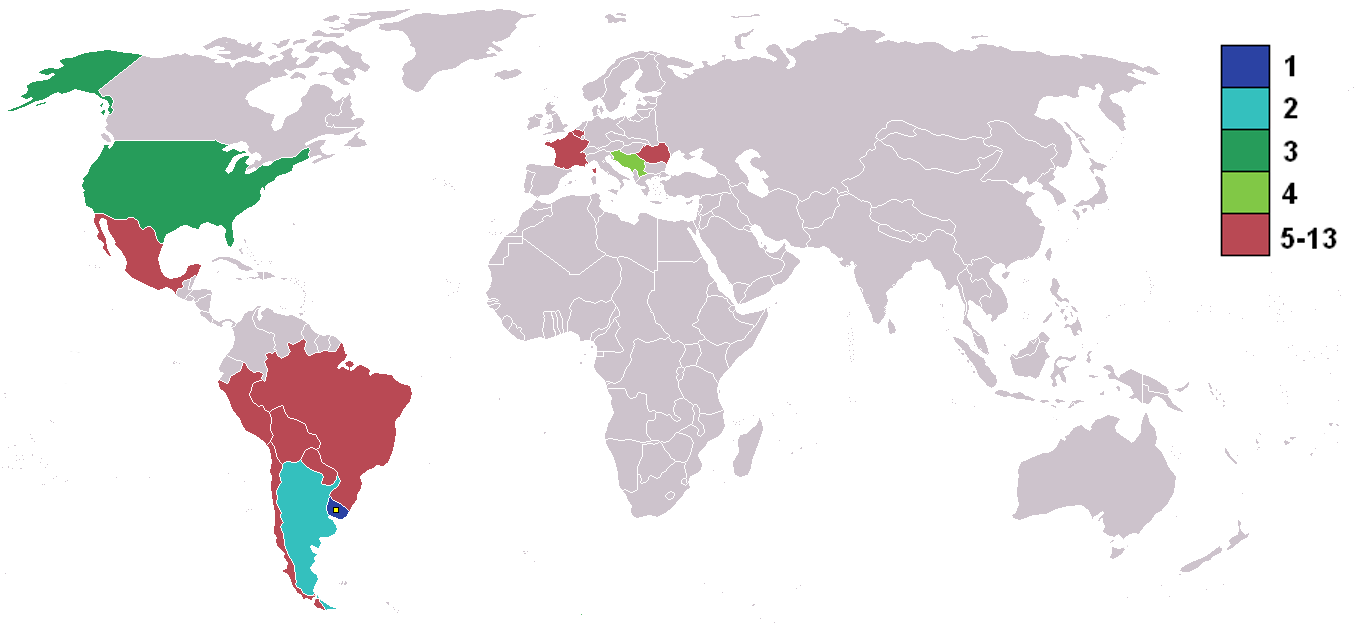

Nur vier Mannschaften aus Europa brachen auf zu einer dreiwöchigen Schiffsfahrt, um im Winter der Südhalbkugel an einem Fußballturnier teilzunehmen. Drei von ihnen reisten gemeinsam mit dem Weltpokal und dem FIFA-Präsidenten Jules Rimet mit dem italienischen Luxusliner Conte Verde. Die Rumänen wurden von ihrem König gesponsert, der daraufhin den Beinamen „Der Fußballer“ bekam. Andere starke europäische Nationen wie Deutschland, England, Italien, Österreich und Spanien nahmen nicht an der WM teil. Die britischen Verbände waren zudem erst 1928 aus der FIFA ausgetreten, nachdem es zu einem Disput über den Amateurstatus bei den Olympischen Spielen gekommen war. Es war die einzige Weltmeisterschaft, bei der es keine Qualifikation gab, so nahmen die sieben südamerikanischen Länder teil, die schon Länderspiele ausgetragen hatten (Ecuador, Kolumbien und Venezuela trugen erst vier Jahre später erstmals Länderspiele aus). Ursprünglich war eine sofortige K.-o.-Runde geplant. Doch wegen der geringen Teilnehmerzahl entschied man sich, die WM in einer Mischung aus Gruppen- und Ausscheidungsspielen auszutragen, da man vermeiden wollte, dass die europäischen Teams möglicherweise nach nur einem Spiel wieder heimreisen mussten. In den Gruppen wurden die vermeintlich stärksten amerikanischen Mannschaften gesetzt: Südamerikameister Argentinien, Brasilien und Uruguay, dazu in Gruppe 4 die Vereinigten Staaten und Paraguay gemeinsam, da zwischen beiden Mannschaften keine Vergleichsergebnisse vorlagen. Die vier europäischen Teams und die verbliebenen vier amerikanischen Mannschaften wurden diesen Gruppen zugelost. Lediglich die Gruppensieger überstanden die Vorrunde und bestritten danach die Halbfinale.
| Gruppe 1    | Gruppe 2    | Gruppe 3 | Gruppe 4 |
| ----------- | ----------- | -------- | -------- |
| Argentinien | Bolivien    | Peru     | Belgien  |
| Chile       | Brasilien   | Rumänien | Paraguay |
| Frankreich  | Jugoslawien | Uruguay  | USA      |
| Mexiko      |             |          |          |

Für Informationen zu den einzelnen Gruppen und Kadern der Mannschaften auf den jeweiligen Link klicken.
Das erste Spiel fand vor nur 4444 Zuschauern und im Schneegestöber am 13. Juli statt. Nach 19 Minuten erzielte Laurent mit einem Distanzschuss das erste Tor des Turniers und legte damit den Grundstein für Frankreichs 4:1-Sieg gegen Mexiko. Der Favorit aus Uruguay, der auch schon das olympische Fußballturnier in Paris 1924 sowie das in Amsterdam 1928 gewonnen hatte, setzte sich in seiner Gruppe souverän durch, ebenso Jugoslawien und Argentinien. Argentinien profitierte im Spiel gegen Frankreich von einem Fehler des Schiedsrichters, als Langiller für Frankreich beim Stand von 0:1 alleine auf das argentinische Tor zulief und der brasilianische Schiedsrichter Rego vier Minuten zu früh abpfiff. Die restlichen vier Minuten wurden nachgespielt, aber die Torchance war vertan.
Die Überraschung des Turniers waren die US-Amerikaner, die Gruppensieger wurden und das Halbfinale komplettierten. Argentinien und Uruguay gewannen im Halbfinale jeweils 6:1 gegen die Vereinigten Staaten bzw. Jugoslawien.
Vor dem Finale konnte man sich nicht auf das Spielgerät einigen. Also spielte man in der ersten Hälfte mit einem argentinischen Ball und in der zweiten mit einem uruguayischen. Zur Halbzeit führte Argentinien überraschend 2:1. Doch dank Ball und des herausragenden Andrade gewann Uruguay verdient mit 4:2. Die Argentinier hatten dafür mit Guillermo Stábile den ersten WM-Torschützenkönig in ihren Reihen. Auf Wunsch des Schiedsrichters wurde es den Zuschauern beim WM-Finale 1930 untersagt, Revolver zu tragen. Dies hatte zur Folge, dass vor dem Spiel 1600 Revolver im Zuge von durchgeführten Leibesvisitationen eingesammelt wurden.
Es gab in Uruguay pro Spiel im Schnitt 32.808 Zuschauer. Kein Spiel endete unentschieden. Im Endspiel trafen zum einzigen Mal in der Geschichte der Weltmeisterschaften zwei Mannschaften aus Südamerika aufeinander. Zwar wurde die Weltmeisterschaft 1950 ebenfalls zwischen zwei südamerikanischen Mannschaften entschieden, allerdings handelte es sich dabei um Gruppenspiele und nicht um ein Finale.
Ein Spiel der beiden Halbfinalverlierer um den dritten Platz, ein sogenanntes „kleines Finale“, wurde 1930 nicht ausgetragen. Die FIFA führt die USA jedoch als Drittplatzierten, da die Mannschaft über das Turnier gesehen knapp besser abschnitt als Jugoslawien, das insgesamt ein Gegentor mehr kassiert hatte.

## Vorrunde
Die Spiele sind zur Ortszeit der uruguayischen Zeitzone UTC−3 angegeben, die sich gegenüber der Mitteleuropäischen Zeitzone zum Zeitpunkt der Turnieraustragung um minus vier Stunden unterschied.

### Gruppe 1
| Pl. | Land        | Sp. | S | U | N | Tore    | Diff. | Punkte |
| --- | ----------- | --- | - | - | - | ------- | ----- | ------ |
| 1.  | Argentinien | 3   | 3 | 0 | 0 | 010:400 | +6    | 06:0   |
| 2.  | Chile       | 3   | 2 | 0 | 1 | 005:300 | +2    | 04:20  |
| 3.  | Frankreich  | 3   | 1 | 0 | 2 | 004:300 | +1    | 02:40  |
| 4.  | Mexiko      | 3   | 0 | 0 | 3 | 004:130 | −9    | 0:60   |

|                                                                |   |            |           |
| So., 13. Juli 1930 um 15:00 Uhr im Estadio Pocitos             |   |            |           |
| Frankreich                                                     | – | Mexiko     | 4:1 (3:0) |
| Di., 15. Juli 1930 um 16:00 Uhr im Estadio Gran Parque Central |   |            |           |
| Argentinien                                                    | – | Frankreich | 1:0 (0:0) |
| Mi., 16. Juli 1930 um 14:45 Uhr im Estadio Gran Parque Central |   |            |           |
| Chile                                                          | – | Mexiko     | 3:0 (1:0) |
| Sa., 19. Juli 1930 um 12:50 Uhr im Estadio Centenario          |   |            |           |
| Chile                                                          | – | Frankreich | 1:0 (0:0) |
| Sa., 19. Juli 1930 um 15:00 Uhr im Estadio Centenario          |   |            |           |
| Argentinien                                                    | – | Mexiko     | 6:3 (3:1) |
| Di., 22. Juli 1930 um 14:45 Uhr im Estadio Centenario          |   |            |           |
| Argentinien                                                    | – | Chile      | 3:1 (2:1) |

Guillermo Subiabre bei seinem Siegtor gegen Frankreich

Argentinien galt nach dem Silbermedaillengewinn bei den Olympischen Sommerspielen 1928 als einer der großen Favoriten auf den WM-Titel. Gegen Frankreich kam es jedoch zunächst zu einem sehr zähen Auftakt. Vor allem an Torhüter Alex Thépot verzweifelten die Argentinier mit zahlreichen Angriffen und konnten erst in der 81. Minute per Freistoß durch Luis Monti den Siegtreffer erzielen. Auch im nächsten Spiel erbrachte die Mannschaft keine vollkommen souveräne Vorstellung, als sie in einem sehr torreichen Spiel drei Gegentreffer der Mexikaner, u. a. nach zwei Strafstößen, kassierte, aber dennoch mit 6:3 gewann. Gegen Chile konnten sich die Argentinier danach durch ein klares 3:1 zum Gruppensieg schießen und damit für das Halbfinale qualifizieren. In diesem Spiel konnte Torschützenkönig Guillermo Stábile schon früh seinen vierten und fünften Turniertreffer erzielen.
Chile zählte zu den eher schwächeren südamerikanischen Mannschaften, konnte Mexiko jedoch mit 3:0 und einem Doppelpack von Guillermo Subiabre abfertigen. Darauf folgte ein wichtiges Spiel gegen Frankreich, von dem abhing, wer neben Argentinien noch Chancen auf den ersten Platz haben sollte. Dieses entschied Chile nach gut einer Stunde mit dem Siegtreffer erneut durch Subiabre. Da der damit gesicherte zweite Platz jedoch nicht für die nächste Runde reichte, brauchte Chile im letzten Spiel einen Erfolg gegen die punktgleichen Argentinier. Jedoch verloren sie mit 1:3 und mussten sich als Gruppenzweiter aus dem Turnier verabschieden, wobei Subiabre erneut auf Seiten von Chile getroffen hatte. Er erzielte damit vier der ersten fünf chilenischen WM-Tore.
Im inoffiziellen Auftaktspiel der WM – das Eröffnungsspiel fand am 18. Juli zwischen Uruguay und Peru im fertiggestellten Estadio Centenario statt – schlug Frankreich, einer der wenigen europäischen Teilnehmer, Mexiko erwartungsgemäß mit 4:1. Trotz einer Verletzung des Torhüters Thépot, bei der keine Einwechslung gestattet war, konnten sie den ungefährdeten Sieg einfahren. Im nächsten Spiel gegen Argentinien parierte der zurückgekehrte Thépot zahlreiche Großchancen, bis er jedoch das 0:1 hinnehmen musste. Da der Schiedsrichter Gilberto de Almeida Rêgo zu früh abgepfiffen hatte, verpasste Frankreich eine Großchance zum möglichen Ausgleich und verlor das Spiel. Bereits in den Umkleidekabinen, mussten die Spieler danach für wenige Minuten auf das Feld zurückkehren. Zwar hätten die Bleus sich bei einer Niederlage Argentiniens gegen Mexiko und einem Unentschieden zwischen Argentinien und Chile noch für die nächste Runde qualifizieren können, doch verloren sie ihre letzte Partie gegen Chile mit 0:1 und waren damit ausgeschieden.
Mexiko war in der starken Gruppe chancenlos und verlor all seine Spiele deutlich mit einem Rückstand von drei Toren. Gegen Frankreich hatte Carreño den Ehrentreffer zum zwischenzeitlichen 1:3 und somit das erste Tor Mexikos bei einer Weltmeisterschaft erzielt. Auch nachdem der Trainer Juan Luque de Serrallonga im Tor Óscar Bonfiglio, der seiner Ansicht nach für die Niederlage verantwortlich gewesen war, durch Isidoro Sota ersetzt hatte, gab es eine weitere Niederlage gegen Chile. Als Mexiko bereits als ausgeschieden feststand, nahm Serrallonga einige Änderungen vor, wodurch u. a. Verteidiger Manuel Rosas in den Angriff rückte. Dieser erzielte zwei Tore (nach Strafstößen), wozu noch ein Tor von Roberto Gayón hinzukam. Dennoch verloren sie auch dieses Spiel mit 3:6 gegen die Argentinier.

### Gruppe 2
| Pl. | Land        | Sp. | S | U | N | Tore    | Diff. | Punkte |
| --- | ----------- | --- | - | - | - | ------- | ----- | ------ |
| 1.  | Jugoslawien | 2   | 2 | 0 | 0 | 006:100 | +5    | 04:0   |
| 2.  | Brasilien   | 2   | 1 | 0 | 1 | 005:200 | +3    | 02:20  |
| 3.  | Bolivien    | 2   | 0 | 0 | 2 | 000:800 | −8    | 0:40   |

|                                                                |   |           |           |
| Mo., 14. Juli 1930 um 12:45 Uhr im Estadio Gran Parque Central |   |           |           |
| Jugoslawien                                                    | – | Brasilien | 2:1 (2:0) |
| Do., 17. Juli 1930 um 12:45 Uhr im Estadio Gran Parque Central |   |           |           |
| Jugoslawien                                                    | – | Bolivien  | 4:0 (0:0) |
| So., 20. Juli 1930 um 13:00 Uhr im Estadio Centenario          |   |           |           |
| Brasilien                                                      | – | Bolivien  | 4:0 (1:0) |

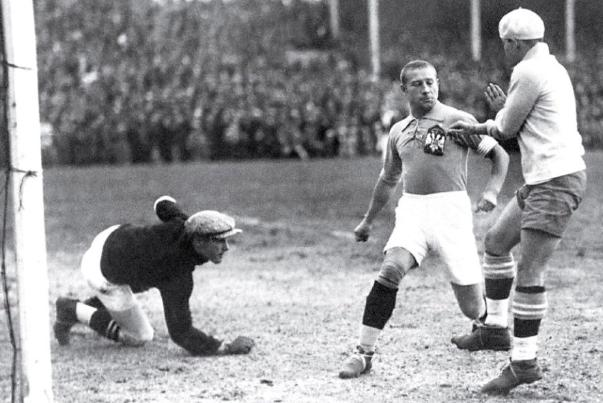
Szene aus dem Spiel Jugoslawien gegen Brasilien (v. l. n. r.): Milovan Jakšić, Dragoslav Mihajlović und Teóphilo

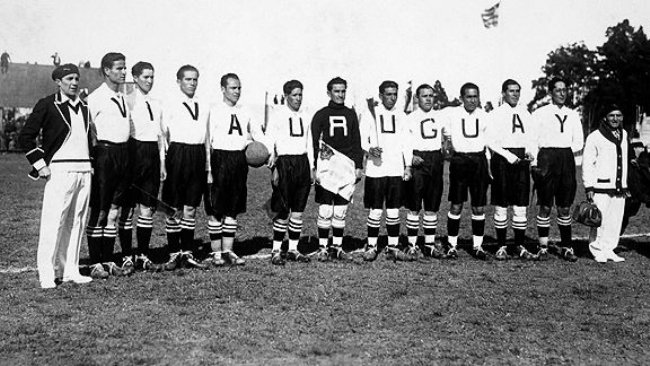
Die bolivianische Mannschaft vor dem Spiel gegen Jugoslawien mit ihrem Schriftzug „Viva Uruguay“ zu Ehren des Gastgebers

Jugoslawien galt gegenüber den spielstarken Südamerikanern aus Brasilien nicht unbedingt als Favorit auf den Gruppensieg. Außerdem war es kurz vor dem Turnier zu verschiedenen Streitigkeiten im Verband des Balkanlandes gekommen. Da zunächst der Zagreber Regionalverband und danach auch weitere Verbände die WM-Teilnahme boykottierten, musste man auf begehrte kroatische Spieler verzichten, so dass die jugoslawische Auswahl fast nur Spieler aus dem serbischen Belgrad und drei Legionäre aus Frankreich enthielt. Dennoch ging Jugoslawien gegen Brasilien schon nach einer halben Stunde mit 2:0 in Führung und kassierte in der zweiten Hälfte nur noch einen Treffer. Aleksandar Tirnanić erzielte dabei das erste Tor der jugoslawischen WM-Geschichte. Nach einem souveränen 4:0-Erfolg gegen Bolivien, bei dem Ivan Bek zweimal traf, war den Jugoslawen der Halbfinaleinzug nicht mehr zu nehmen.
Auch wenn Brasilien zur damaligen Zeit nur teilweise mit Argentinien und Uruguay mithalten konnte und noch nicht den heute üblichen Status eines absoluten Favoriten innehatte, war die 1:2-Niederlage gegen Jugoslawien recht überraschend. Jedoch hatte auch hier ein Streit zwischen Vereinen aus den Städten Rio de Janeiro und São Paulo dazu geführt, dass einige mögliche Spieler aus São Paulo bei dem Turnier fehlten. Nach gut einer Stunde konnte Preguinho wenigstens zum Ehrentreffer einnetzen und wurde damit zum allerersten WM-Torschützen Brasiliens. Nachdem drei Tage später Jugoslawien bereits sein zweites Spiel gewonnen hatte, war man aus dem Turnier ausgeschieden und konnte sich wenigstens mit einem erwartungsgemäßen 4:0-Sieg gegen Bolivien verabschieden. Es gab jeweils einen Doppelpack von Moderato Wisintainer und Preguinho, die den zweiten Platz in der Tabelle sicherten.
Die Bolivianer hatten vor dem Turnier noch nie zuvor ein Länderspiel gewonnen und gingen als krasser Außenseiter in die Weltmeisterschaft. Dort gestaltete sich der Spielverlauf in beiden Partien ziemlich unglücklich für sie: So konnten die Bolivianer im Spiel gegen Jugoslawien, vor dem jeder Spieler mit einem Buchstaben des Ausspruchs „Viva Uruguay“ aufgelaufen war, eine Stunde lang das 0:0 halten; auch gegen Brasilien lagen sie zur Halbzeit nur 0:1 hinten, verloren schließlich aber beide Begegnungen mit 0:4. Sein erstes WM-Tor gelang Bolivien erst bei der Weltmeisterschaft 1994.

### Gruppe 3
| Pl. | Land     | Sp. | S | U | N | Tore    | Diff. | Punkte |
| --- | -------- | --- | - | - | - | ------- | ----- | ------ |
| 1.  | Uruguay  | 2   | 2 | 0 | 0 | 005:000 | +5    | 04:0   |
| 2.  | Rumänien | 2   | 1 | 0 | 1 | 003:500 | −2    | 02:20  |
| 3.  | Peru     | 2   | 0 | 0 | 2 | 001:400 | −3    | 0:40   |

|                                                       |   |          |           |
| Mo., 14. Juli 1930 um 14:50 Uhr im Estadio Pocitos    |   |          |           |
| Rumänien                                              | – | Peru     | 3:1 (1:0) |
| Fr., 18. Juli 1930 um 14:30 Uhr im Estadio Centenario |   |          |           |
| Uruguay                                               | – | Peru     | 1:0 (0:0) |
| Mo., 21. Juli 1930 um 14:50 Uhr im Estadio Centenario |   |          |           |
| Uruguay                                               | – | Rumänien | 4:0 (4:0) |

Szene aus dem Spiel Rumänien gegen Peru: Torhüter Ion Lăpușneanu (ROU) fängt den Ball vor Stürmer Julio Lores (PER) ab.

Uruguay war nach zwei Olympiasiegen in Folge und als Veranstalter des Turniers der Favorit auf den Gruppensieg. In der Vorrunde waren die Spiele Uruguays die einzigen, bei denen mit 70.000 und 80.000 mehr als 10.000 Zuschauer kamen. Im Eröffnungsspiel der Weltmeisterschaft gegen Peru, das erst am 18. Juli stattfand, erreichte Uruguay einen eng umkämpften Sieg durch das Tor von Héctor Castro in der 65. Minute. Nach einem ungefährdeten Sieg gegen den europäischen Vertreter Rumänien, bei dem vier der fünf uruguayischen Stürmer jeweils in der ersten Halbzeit trafen, stand der Gastgeber als Gruppensieger fest und zog erwartungsgemäß ins Halbfinale ein.
Rumänien bekam es im ersten Spiel mit Peru zu tun. Bereits nach einer Minute schoss Adalbert Deșu seine Mannschaft mit dem ersten WM-Tor Rumäniens in Führung. Trotz des Ausgleichs nach einer Stunde entschied Rumänien kurze Zeit später mit zwei Toren das Spiel. Da auch Uruguay sein Spiel gegen Peru gewonnen hatte, kam es im letzten Spiel zum Finale um den ersten Platz. Die Gastgeber ließen den Rumänen jedoch keine Chance und waren schon nach einer guten halben Stunde mit 4:0 in Führung gegangen. Rumänien belegte den zweiten Platz.
Die peruanische Mannschaft kassierte schon in der ersten Minute gegen Rumänien vor nur 300 Zuschauern ihr allererstes WM-Gegentor. Die Führung der Rumänen hielt, bis Luis Souza in der 63. Minute ausgleichen konnte. Nur sieben Minuten später schwächte Kapitän Plácido Galindo jedoch seine Mannschaft, als er den einzigen Platzverweis des Turniers bekam. Da sich auf Seiten Rumäniens Adalbert Steiner verletzt hatte, spielten nun beide Mannschaften zu zehnt. Peru kam kurz danach erneut in Rückstand und verlor das Spiel. Interessanterweise hatten sie in diesem Spiel entgegen dem Reglement in der 80. Minute eine Auswechslung getätigt. Um noch Chancen auf die Halbfinalteilnahme zu haben, benötigten die Peruaner nun einen Sieg gegen Uruguay. Erst nach 65 Minuten lag der Außenseiter hinten, konnte selbst aber kein Tor mehr erzielen. Sie schieden punktlos aus dem Turnier und konnten sich erst 40 Jahre später wieder für eine WM-Endrunde qualifizieren.

### Gruppe 4
| Pl. | Land     | Sp. | S | U | N | Tore    | Diff. | Punkte |
| --- | -------- | --- | - | - | - | ------- | ----- | ------ |
| 1.  | USA      | 2   | 2 | 0 | 0 | 006:000 | +6    | 04:0   |
| 2.  | Paraguay | 2   | 1 | 0 | 1 | 001:300 | −2    | 02:20  |
| 3.  | Belgien  | 2   | 0 | 0 | 2 | 000:400 | −4    | 0:40   |

|                                                                |   |          |           |
| So., 13. Juli 1930 um 15:00 Uhr im Estadio Gran Parque Central |   |          |           |
| USA                                                            | – | Belgien  | 3:0 (2:0) |
| Do., 17. Juli 1930 um 14:45 Uhr im Estadio Gran Parque Central |   |          |           |
| USA                                                            | – | Paraguay | 3:0 (2:0) |
| So., 20. Juli 1930 um 15:00 Uhr im Estadio Centenario          |   |          |           |
| Paraguay                                                       | – | Belgien  | 1:0 (1:0) |

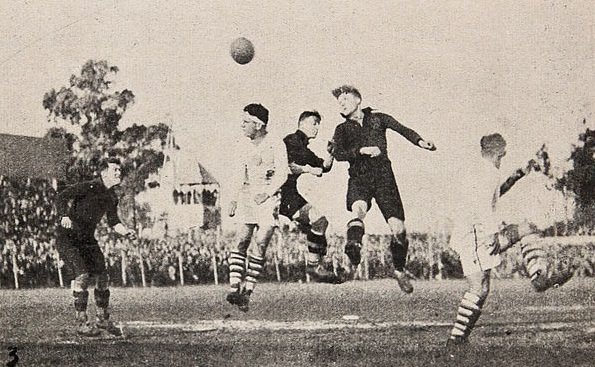
Szene aus dem Spiel USA gegen Belgien

Entgegen vielen Erwartungen konnten die Vereinigten Staaten in Gruppe 4 den ersten Tabellenplatz belegen. Mit einigen Spielern, die ihr erstes Länderspiel bestritten, gelang ihnen gegen die eher favorisierten Belgier über eine gute Chancenverwertung ein deutlicher Erfolg. Kurz vor der Pause trafen sie innerhalb von vier Minuten doppelt, wobei Bartholomew McGhee das erste WM-Tor der USA erzielte; in der 88. Minute folgte das 3:0 durch Bertram Patenaude. Auch ihre zweite Vorrundenpartie gewannen die US-Amerikaner mit 3:0 gegen Paraguay: Patenaude konnte in diesem Spiel einen Dreierpack erzielen. International gilt er als der erste Torschütze eines WM-Hattricks. Jedoch schoss er das dritte Tor erst in der zweiten Halbzeit, was nach deutschen Gepflogenheiten nicht als „lupenreiner“ Hattrick anzusehen ist. Nach zwei Siegen standen die Vereinigten Staaten überraschend als Halbfinalist fest.
Da die USA in ihrem Spiel gegen die Belgier bereits einen Sieg erzielt hatten, hätte Paraguay nun einen Sieg gegen die US-Amerikaner gebraucht, damit diese nicht schon als Gruppensieger feststehen würden. Nach der chancenlosen Niederlage, bei der sie bereits nach zehn Minuten in Rückstand gerieten und Patenaude dreimal getroffen hatte, konnte Paraguay nur noch um den zweiten Platz spielen, der jedoch nicht für das Halbfinale ausreichte. Gegen Belgien traf Kapitän Luis Vargas Peña kurz vor der Halbzeit zum 1:0 und damit dem ersten paraguayischen Tor bei einer Weltmeisterschaft. Es fielen keine Tore mehr, so dass Paraguay den zweiten Platz belegte.
Belgien war als europäische Mannschaft gegen die USA favorisiert. Nach der eindeutigen Niederlage beklagten sich die Belgier über die Qualität des Platzes und darüber, dass das 0:2 ein Abseitstor gewesen sei. Um noch Chancen auf das Halbfinale zu haben, musste Belgien nun auf einen Sieg Paraguays gegen die USA und danach einen eigenen Sieg gegen Paraguay hoffen. In diesem Fall wären die drei Mannschaften punktgleich gewesen. Jedoch konnten die Vereinigten Staaten auch ihr zweites Spiel gewinnen, womit Belgien ausgeschieden war. Das letzte Spiel verlor Belgien und erzielte kein Tor. Erst 1934 konnte es bei einem 2:5 gegen Deutschland seine ersten zwei WM-Tore schießen.

## Finalrunde

### Halbfinale
|                                                       |   |             |           |
| Sa., 26. Juli 1930 um 14:45 Uhr im Estadio Centenario |   |             |           |
| Argentinien                                           | – | USA         | 6:1 (1:0) |
| So., 27. Juli 1930 um 14:45 Uhr im Estadio Centenario |   |             |           |
| Uruguay                                               | – | Jugoslawien | 6:1 (3:1) |

Bei der ersten Weltmeisterschaft erreichte zum bisher einzigen Mal nur eine europäische Mannschaft das Halbfinale bzw. die Zwischenrunde vor dem Finale. Im ersten Halbfinale trafen Argentinien und die Vereinigten Staaten auf einem vom Regen durchnässten Spielfeld aufeinander. Obwohl Mittelläufer Raphael Tracey in der 19. Minute einen Beinbruch erlitt – bis zum Seitenwechsel spielte er weiter – konnte die Überraschungsmannschaft aus den USA mit dem hohen Favoriten mithalten. Zur Halbzeit lagen sie nur mit einem Tor zurück: Luis Monti, der vier Jahre später mit Italien Weltmeister werden sollte, hatte eine Minute nach Traceys Verletzung wie schon im engen Gruppenspiel gegen Frankreich zur Führung getroffen. In der 56. Minute baute Alejandro Scopelli die Führung gegen die nur noch zu zehnt spielenden Amerikaner aus, und nach einer knappen Viertelstunde folgte das dritte Tor durch Guillermo Stábile. Unterdessen hatten sich auf Seiten der USA auch Torhüter Jimmy Douglas und Andrew Auld verletzt, wobei Aulds Gesichtsverletzung mit Chloroform betäubt wurde. Ein Kuriosum hierbei war, dass der Mannschaftsarzt und Co-Trainer der Amerikaner Jack Coll im Rahmen einer geplanten Spielerbehandlung auf dem Platz ausrutsche und Chloroform inhalierte. Dadurch musste er selbst mit einer Trage vom Platz gebracht werden. In den letzten zehn Minuten folgten vier weitere Tore, darunter ein Doppelpack von Carlos Peucelle und der siebte Turniertreffer für Stábile. Außerdem konnte Jim Brown in der 89. Minute den Ehrentreffer zum 1:6 für die letztlich erwartungsgemäß ausgeschiedenen Vereinigten Staaten erzielen.
Im zweiten Halbfinale trat einen Tag darauf der zweifache Olympiasieger Uruguay gegen den letzten europäischen Vertreter Jugoslawien an. Auch in dieser Partie war die Mannschaft aus Südamerika mit ihrem Fußball aus der Neuen Welt klar favorisiert. Dennoch präsentierten sich die Jugoslawen in der ersten Halbzeit ebenbürtig, so dass Đorđe Vujadinović sie schon in der vierten Minute in Führung schoss. Eine Viertelstunde später konnten die Uruguayer das Spiel durch Tore von José Pedro Cea und Peregrino Anselmo drehen. Dabei soll Anselmo den Pass eines uruguayischen Polizisten, der sich hinter der Spielfeldbegrenzung befand, zur 2:1-Führung verwertet haben. Nach zehn Minuten komplettierte Anselmo seinen Doppelpack beim 3:1. Ein Anschlusstreffer der Jugoslawen kurz vor Ende der ersten Halbzeit zählte nicht, da auf Abseits entschieden wurde. Im zweiten Abschnitt war Jugoslawien chancenlos und kassierte zwischen der 61. und der 72. Minute noch weitere drei Tore von Santos Iriarte und Dreifachtorschütze José Pedro Cea.

### Finale
| Uruguay                                                            | Uruguay | Argentinien | Argentinien | Aufstellung                           |
| ------------------------------------------------------------------ | --- | --- | ----------- | ------------------------------------- |
| Uruguay                                                            | \| Finale \| \| Mi., 30. Juli 1930 um 14:15 Uhr in Montevideo (Estadio Centenario) \| \| Ergebnis: 4:2 (1:2) \| \| Zuschauer: 68.346 \| \| Schiedsrichter: John Langenus ( Belgien) \| \| Spielbericht \|                    | \| Finale \| \| Mi., 30. Juli 1930 um 14:15 Uhr in Montevideo (Estadio Centenario) \| \| Ergebnis: 4:2 (1:2) \| \| Zuschauer: 68.346 \| \| Schiedsrichter: John Langenus ( Belgien) \| \| Spielbericht \|                                            | Argentinien | Aufstellung Uruguay gegen Argentinien |
| Uruguay                                                            | Enrique Ballestrero – José Nasazzi , Ernesto Mascheroni – José Leandro Andrade, Lorenzo Fernández, Álvaro Gestido – Pablo Dorado, Héctor Scarone, Héctor Castro, José Pedro Cea, Santos Iriarte Cheftrainer: Alberto Suppici | Juan Botasso – José Della Torre, Fernando Paternóster – Juan Evaristo, Luis Monti, Pedro Arico Suárez – Carlos Peucelle, Francisco Varallo, Guillermo Stábile, Manuel Ferreira , Marino Evaristo Cheftrainer: Francisco Olazar & Juan José Tramutola | Argentinien | Aufstellung Uruguay gegen Argentinien |
| Uruguay                                                            | 1:0 Pablo Dorado (12.) 2:2 Pedro Cea (57.) 3:2 Santos Iriarte (68.) 4:2 Héctor Castro (89.) | 1:1 Carlos Peucelle (20.) 1:2 Guillermo Stábile (37.) | Argentinien | Aufstellung Uruguay gegen Argentinien |
| Finale                                                             | | |             |                                       |
| Mi., 30. Juli 1930 um 14:15 Uhr in Montevideo (Estadio Centenario) | | |             |                                       |
| Ergebnis: 4:2 (1:2)                                                | | |             |                                       |
| Zuschauer: 68.346                                                  | | |             |                                       |
| Schiedsrichter: John Langenus ( Belgien)                           | | |             |                                       |
| Spielbericht                                                       | | |             |                                       |

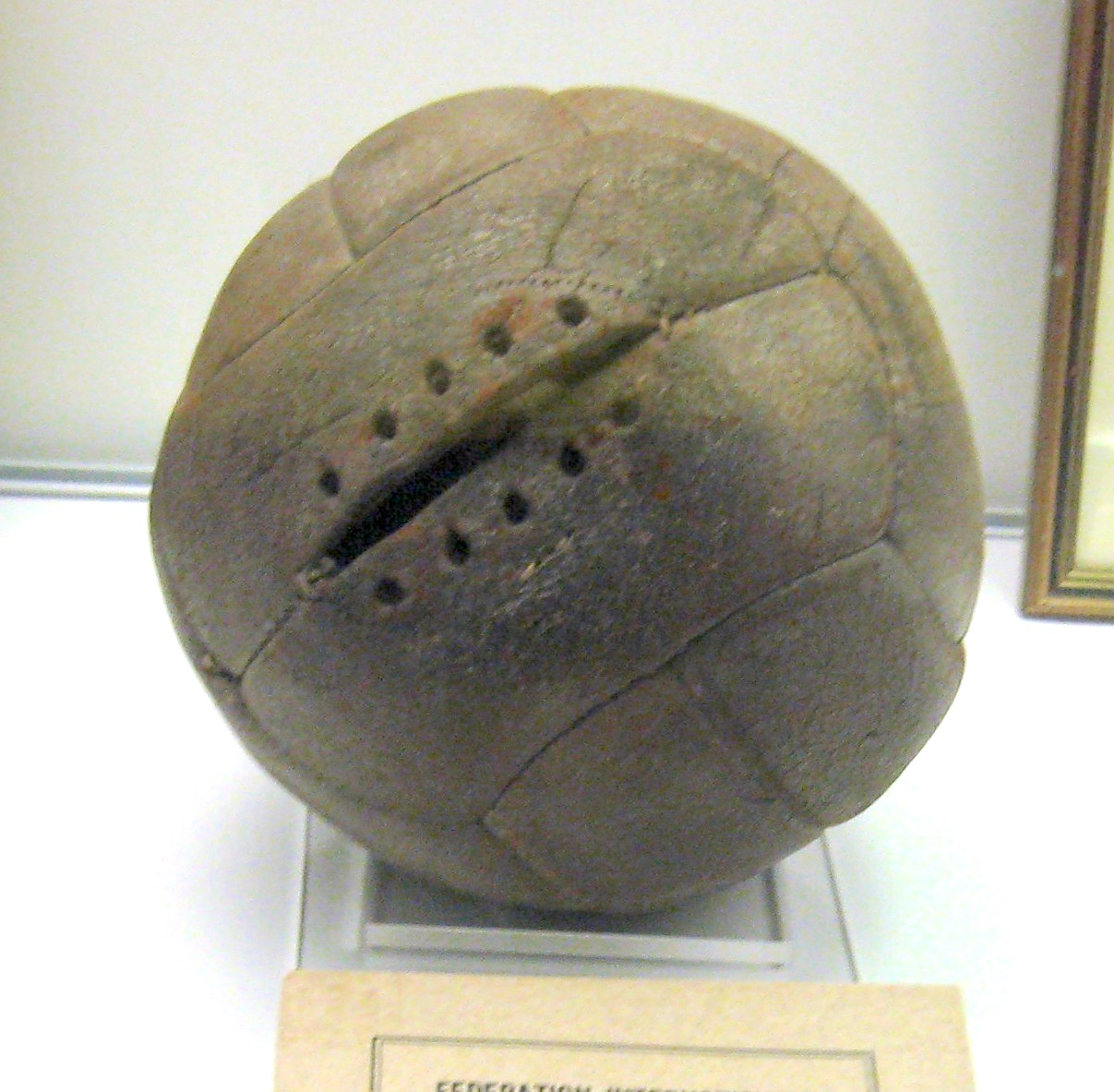
Der argentinische und …

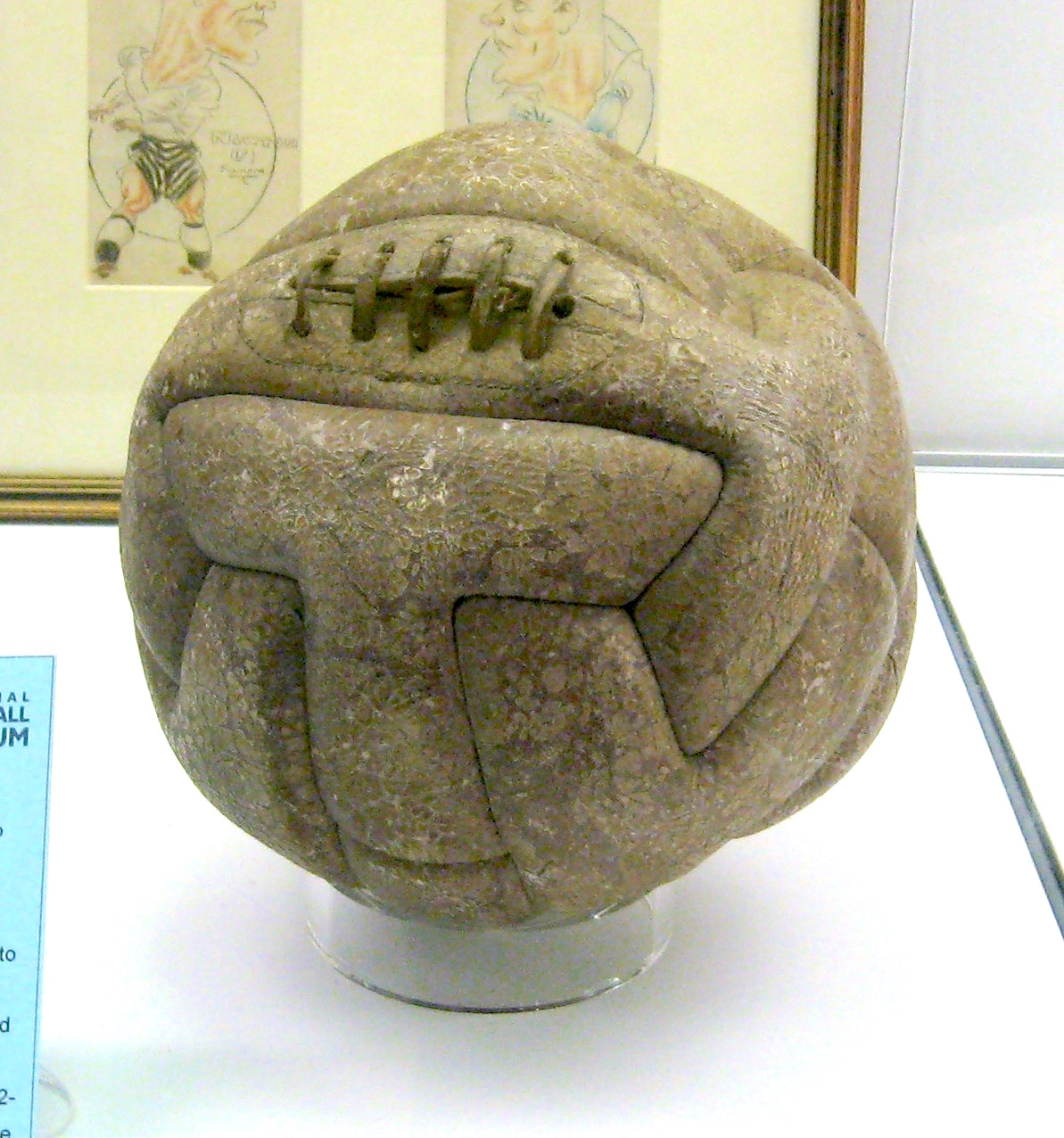
… der uruguayische Finalball

Etwa 10.000 bis 15.000 Argentinier reisten vom nahe gelegenen Buenos Aires nach Montevideo und überquerten dabei den Río de la Plata, um das Finale anzusehen. Dabei sollen viele der argentinischen Fans den Ausruf Victoria o muerte (spanisch: Sieg oder Tod) zelebriert haben. Das Stadion wurde bereits um 8:00 Uhr geöffnet. Doch durch die vielen Reisenden war der Hafen von Montevideo so überfüllt, dass einige gar nicht mehr rechtzeitig zum Stadion kamen, bevor das Finale angestoßen wurde. Es gab vor dem Finale noch einige Zwischenfälle. So wurden den Zuschauern vor Einlass zunächst die Revolver abgenommen. Außerdem konnten sich die beiden Gegner nicht darauf einigen, wer den Spielball zur Verfügung stellen sollte. Die FIFA entschied deshalb auf Vorschlag von Schiedsrichter John Langenus, dass in der ersten Halbzeit ein argentinischer und in der zweiten ein uruguayischer Ball verwendet werden sollte. Des Weiteren erhielt der Argentinier Luis Monti noch am Vorabend eine Morddrohung, solle er im Finale spielen. Dennoch lief Monti im Finale auf. Der Unparteiische John Langenus hatte erst wenige Stunden vor Anpfiff eingewilligt, das Finale zu leiten, unter der Bedingung, dass eine Stunde nach Abpfiff ein Boot am Hafen für eine etwaige Flucht bereitstehe.
Im ersten WM-Finale der Geschichte kam es zu einer Neuauflage des Finales bei den Olympischen Spielen von 1928, als Uruguay Argentinien im Wiederholungsspiel mit 2:1 besiegt und seinen Titel von 1924 verteidigt hatte. Auch in diesem Spiel der beiden absoluten Turnierfavoriten war Uruguay, allein schon als Gastgeber, etwas favorisiert. Vor 93.000 Zuschauern, der höchsten Zuschauerzahl des Turniers, beherrschten jedoch zunächst die Argentinier das Spiel und hatten einige Gelegenheiten. Dennoch gingen die Uruguayer bei einem Konter über Héctor Scarone durch Pablo Dorado in Führung. Mit einem überlegenen Passspiel konnte die Albiceleste schon nach acht Minuten durch Carlos Peucelle nach Vorlage von Kapitän Manuel Ferreira ausgleichen. Eine Viertelstunde darauf erzielte Guillermo Stábile mit seinem achten Turniertreffer die Führung, Argentinien hatte das Spiel gedreht. In der zweiten Halbzeit verpasste Luis Monti nach etwa einer Stunde Spielzeit eine Großchance zur komfortablen 3:1-Führung, woraufhin Uruguay in Überzahl direkt durch José Pedro Cea ausglich. Schon zehn Minuten später brachte Santos Iriarte Uruguay wieder in Führung. In der 89. Minute folgte dann durch das 4:2 von Héctor Castro die Entscheidung für Uruguay. In Uruguay wurde daraufhin der nächste Tag zum Nationalfeiertag erklärt, während in Buenos Aires Argentinier die uruguayische Botschaft mit Steinen bewarfen.

## Weltmeistermannschaft
| Nachfolgend ist die komplette Weltmeistermannschaft mit Spielen und Toren in Klammern angegeben. \| \| - Tor: Enrique Ballestrero (4/-), Miguel Capuccini (0/-) - Abwehr: Ernesto Mascheroni (3/-), José Nasazzi (4/-), Emilio Recoba (0/-), Domingo Tejera (1/-) - Läufer: José Leandro Andrade (4/-), Lorenzo Fernández (4/-), Álvaro Gestido (4/-), Ángel Melogno (0/-), Conduelo Píriz (0/-), Carlos Riolfo (0/-) - Sturm: Peregrino Anselmo (2/3), Juan Carlos Calvo (0/-), Héctor Castro (2/2), José Pedro Cea (4/5), Pablo Dorado (3/2), Santos Iriarte (4/2), Pedro Petrone (1/-), Zoilo Saldombide (0/-), Héctor Scarone (3/1), Santos Urdinarán (1/-) - Trainer: Alberto Suppici \| | |
| - Weltmeistermannschaft 1930 - Weltmeistertrainer Suppici - Kapitän Nasazzi | |
| | - Tor: Enrique Ballestrero (4/-), Miguel Capuccini (0/-) - Abwehr: Ernesto Mascheroni (3/-), José Nasazzi (4/-), Emilio Recoba (0/-), Domingo Tejera (1/-) - Läufer: José Leandro Andrade (4/-), Lorenzo Fernández (4/-), Álvaro Gestido (4/-), Ángel Melogno (0/-), Conduelo Píriz (0/-), Carlos Riolfo (0/-) - Sturm: Peregrino Anselmo (2/3), Juan Carlos Calvo (0/-), Héctor Castro (2/2), José Pedro Cea (4/5), Pablo Dorado (3/2), Santos Iriarte (4/2), Pedro Petrone (1/-), Zoilo Saldombide (0/-), Héctor Scarone (3/1), Santos Urdinarán (1/-) - Trainer: Alberto Suppici |

Alberto Suppici (am Turnierende 31 Jahre alt) ist der jüngste Trainer, der je den Weltmeistertitel gewonnen hat. Die Siegesfeierlichkeiten sollen sich über mehrere Tage und Nächte erstreckt haben. Jedoch gab es auch negative Begleiterscheinungen des Finales. So fühlten sich die Argentinier schlecht behandelt und äußerten sich dahingehend, dass einige ihrer Spieler bedroht worden seien. Es folgte der vorübergehende Abbruch der Beziehungen zum uruguayischen Fußballverband AUF. Auch politische Spannungen zwischen den beiden Ländern kamen auf, als nach gewalttätigen Übergriffen auf die uruguayische Botschaft in Buenos Aires ebenfalls auf politischer, zwischenstaatlicher Ebene ein vorübergehender Abbruch der Beziehungen folgte. Bis 1935 fand daher auch keine weitere südamerikanische Meisterschaft (Campeonato Sudamericano) statt, da keines der beiden Länder an einem solchen Turnier teilnehmen wollte, bei dem auch der Nachbar zugegen war.

## Torschützenliste
| Rang | Spieler              | Tore |
| ---- | -------------------- | ---- |
| 1    | Guillermo Stábile    | 8    |
| 2    | José Pedro Cea       | 5    |
| 3    | Bertram Patenaude    | 4    |
| 4    | Peregrino Anselmo    | 3    |
|      | Ivan Bek             | 3    |
|      | Carlos Peucelle      | 3    |
|      | Preguinho            | 3    |
| 8    | Héctor Castro        | 2    |
|      | Pablo Dorado         | 2    |
|      | Santos Iriarte       | 2    |
|      | André Maschinot      | 2    |
|      | Luis Monti           | 2    |
|      | Manuel Rosas         | 2    |
|      | Guillermo Subiabre   | 2    |
|      | Carlos Vidal         | 2    |
|      | Moderato Wisintainer | 2    |
|      | Đorđe Vujadinović    | 2    |
|      | Adolfo Zumelzú       | 2    |

| Rang | Spieler             | Tore |
| ---- | ------------------- | ---- |
| 19   | Marino Evaristo     | 1    |
|      | Alejandro Scopelli  | 1    |
|      | Francisco Varallo   | 1    |
|      | Lucien Laurent      | 1    |
|      | Marcel Langiller    | 1    |
|      | Blagoje Marjanović  | 1    |
|      | Aleksandar Tirnanić | 1    |
|      | Juan Carreño        | 1    |
|      | Roberto Gayón       | 1    |
|      | Luis Vargas Peña    | 1    |
|      | Luis Souza          | 1    |
|      | Adalbert Deșu       | 1    |
|      | Nicolae Kovacs      | 1    |
|      | Constantin Stanciu  | 1    |
|      | Héctor Scarone      | 1    |
|      | Jim Brown           | 1    |
|      | Tom Florie          | 1    |
|      | Bart McGhee         | 1    |
|      | Manuel Rosas        | ET   |

## Eingesetzte Schiedsrichter

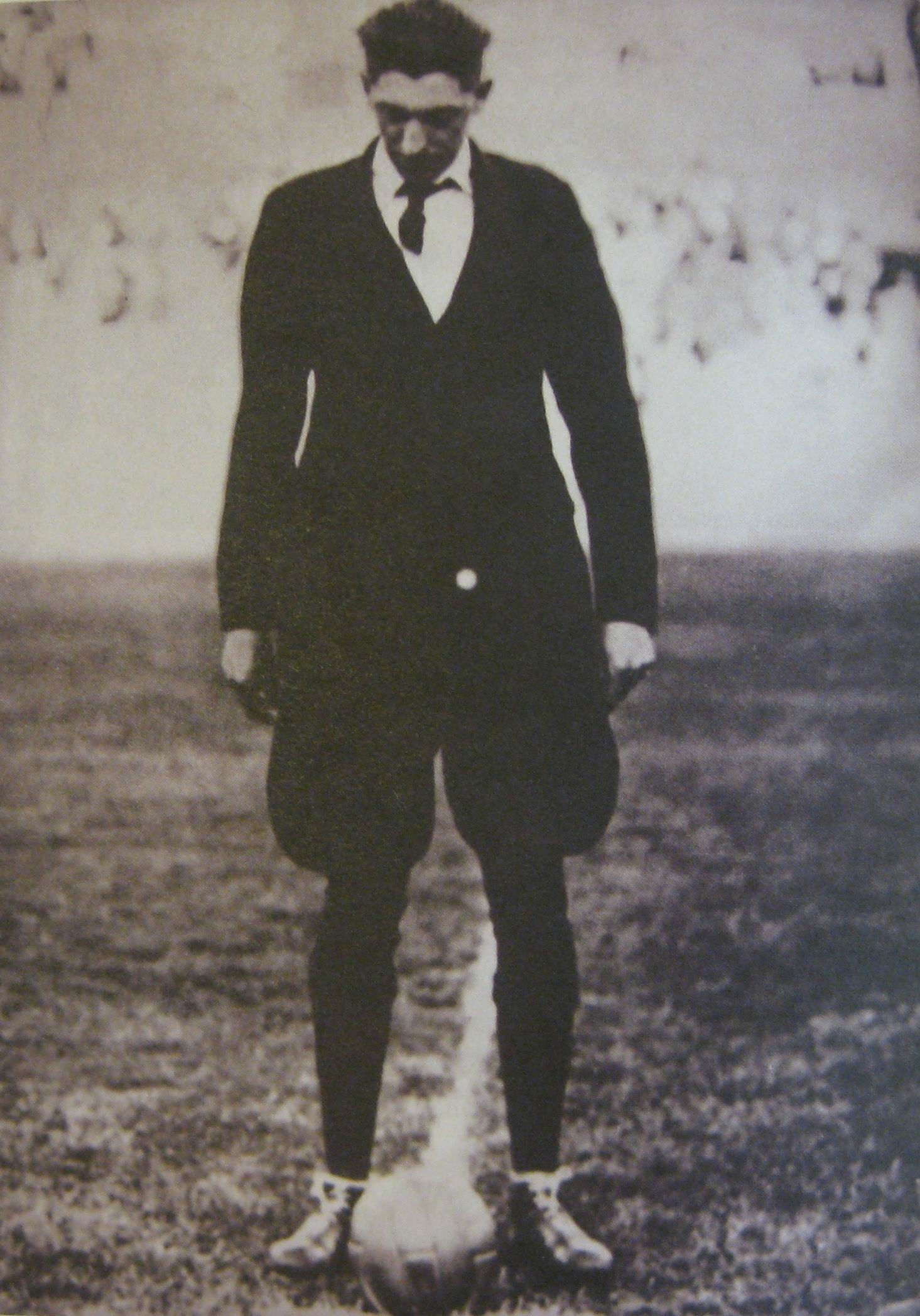
Finalschiedsrichter John Langenus

An der ersten Weltmeisterschaft nahmen 15 Schiedsrichter teil, vier davon jedoch lediglich als Linienrichter. Darunter waren vier Europäer, ein Nordamerikaner und zehn Südamerikaner. Aus dem Gastgeberland Uruguay kamen insgesamt sechs Schiedsrichter. Ältester Schiedsrichter und überhaupt Teilnehmer bei dieser WM war der Brasilianer Gilberto de Almeida Rêgo. Dieser fiel auch durch zwei heftige Fehlentscheidungen auf: Zum einen, als er das Spiel zwischen Argentinien und Frankreich bei einer Großchance zu früh abpfiff, und zum anderen, als er ein entscheidendes Tor Uruguays im Halbfinale gegen Jugoslawien anerkannte, obwohl der Ball zuvor im Aus gewesen war. In der folgenden Aufstellung aller Schiedsrichter sind die Höchstwerte jeweils farblich markiert.
| Name                     | Geboren       | Verband     | Spiele | Straf- stöße | Platz- verweise | Assistent | Anmerkung                   |
| ------------------------ | ------------- | ----------- | ------ | ------------ | --------------- | --------- | --------------------------- |
| Thomas Balvay            | 4. März 1888  | Frankreich  | 1      | 0            | 0               | 3         |                             |
| Henri Christophe         | 23. Juli 1884 | Belgien     | 1      | 0            | 0               | 4         | Olympiaschiedsrichter       |
| John Langenus            | 8. Dez. 1891  | Belgien     | 4      | 0            | 0               | 2         | Olympiaschiedsrichter       |
| Domingo Lombardi         | 22. März 1898 | Uruguay     | 1      | 0            | 0               | 3         | Olympiaschiedsrichter       |
| José Macías              | 3. Feb. 1901  | Argentinien | 2      | 0            | 0               | 1         |                             |
| Francisco Mateucci       | 16. Mai 1902  | Uruguay     | 1      | 0            | 0               | 3         |                             |
| Gilberto de Almeida Rêgo | 21. Feb. 1881 | Brasilien   | 3      | 0            | 0               | 2         |                             |
| Ulises Saucedo           | 3. März 1896  | Bolivien    | 1      | 3            | 0               | 5         | Trainer von Bolivien        |
| Aníbal Tejada            | 7. Apr. 1893  | Uruguay     | 2      | 1            | 0               | 1         | Camp.-Sudam.-Schiedsrichter |
| Ricardo Vallarino        | 3. Apr. 1893  | Uruguay     | 1      | 0            | 0               | 1         | Camp.-Sudam.-Schiedsrichter |
| Alberto Warnken          | 1. Feb. 1889  | Chile       | 1      | 0            | 1               | 4         |                             |
| Linienrichter            |               |             |        |              |                 |           |                             |
| Gualberto Alonso         | ?             | Uruguay     |        |              |                 | 1         |                             |
| Martín Aphesteguy        | 22. Sep. 1888 | Uruguay     |        |              |                 | 2         |                             |
| Costel Rădulescu         | 5. Aug. 1896  | Rumänien    |        |              |                 | 2         | Trainer von Rumänien        |
| Gaspar Vallejo           | ?             | Mexiko      |        |              |                 | 2         |                             |
| Gesamt:                  |               |             | 18     | 4            | 1               | 36        |                             |

## Die Stars der Weltmeisterschaft
- José Leandro Andrade (Uruguay)[9] – „La Maravilla Negra“ (dt. „Das schwarze Wunder“)
- José Nasazzi (Uruguay)[10] – Kapitän der Weltmeistermannschaft
- Guillermo Stábile (Argentinien)[9] – Torschützenkönig